# Ty nejlepší časy
Ty nejlepší časy (v anglickém originále The Best of Times) je americká filmová komedie z roku 1986. Režisérem filmu je Roger Spottiswoode. Hlavní role ve filmu ztvárnili Robin Williams, Kurt Russell, Pamela Reed, Holly Palance a Donald Moffat.

## Obsazení
| Robin Williams   | Jack Dundee    |
| Kurt Russell     | Reno Hightower |
| Pamela Reed      | Gigi Hightower |
| Holly Palance    | Elly Dundee    |
| Donald Moffat    | Colonel        |
| Margaret Whitton | Darla          |
| M. Emmet Walsh   | Charlie        |
| Donovan Scott    | Eddie          |